# Qafur Məmmədov

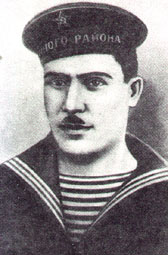
Qafur Məmmədov

Qafur Nəsir oğlu Məmmədov (eingedeutscht Gafur Mammadow; * 5. März 1922 in Baku, Aserbaidschanische SSR, UdSSR; † 18. Oktober 1942 in Tuapse, Region Krasnodar, RSFSR) war ein aserbaidschanisch-sowjetischer Matrose im Zweiten Weltkrieg und wurde als "Held der Sowjetunion" ausgezeichnet.

## Leben
Məmmədov war in eine Arbeiterfamilie hineingeboren. 
Nach dem Grundschulabschluss begann er seine Tätigkeit als Setzer in der Druckerei in Baku. Im August 1941 wurde er in die Rote Armee einberufen und kämpfte ab September an der Front gegen die Wehrmacht. Er nahm unter anderem an der Verteidigung von Sewastopol sowie an den Kämpfen um Tuapse teil. Am 18. Oktober 1942 führte das 323. separate Bataillon der Marineinfanterie der 56. sowjetischen Armee, dem auch der Matrose Məmmədov angehörte, einen erbitterten Kampf gegen die überlegenen Kräfte der Wehrmacht. Den deutschen Truppen gelang es, die Verteidigungslinien durchzubrechen und den Kommandoposten der Kompanie einzukesseln. Als Məmmədov bemerkte, dass ein deutscher Maschinengewehrschütze auf den Rücken des Kompaniekommandanten zielte, versuchte er, ihn zu entwaffnen, wurde jedoch von der gegnerischen Kugel tödlich getroffen.
Per Erlass des Präsidiums des Obersten Sowjets vom 31. März 1943 wurde Məmmədov für seine „Tapferkeit und das Heldentum“ posthum der Titel "Held der Sowjetunion" verliehen.

## Andenken
Nach Məmmədov sind die Aserbaidschanische Staatliche Marineakademie, eine Straße sowie ein Park in Baku benannt worden.